# Bande des 6 cm
La bande des 5,6 GHz désignée aussi par sa longueur d'onde : 6 centimètres, est une bande du service radioamateur destinée à établir des radiocommunications de loisir. Cette bande est utilisable en permanence pour le trafic radio local.
Elle est principalement utilisée pour le trafic ssb/cw et plus rarement pour l'ATV.

## La bande des 6 centimètres dans le monde
- la bande des 6 centimètres s'étend de 5650 à 5 850 MHz[1].

## Historique
- Depuis le 1er janvier 1949 la bande est utilisable par le service d'amateurs [2].

## La manœuvre d’une stationradioamateur
Pour manœuvrer une station radioamateur dans cette bande, il est nécessaire de posséder un Certificat d'opérateur du service amateur de classe HAREC .

## Répartition des fréquences de la bande 5650 à 5850 MHz enFrance
| Fréquences en MHz   | Utilisations radioamateur et autres services et modes                                         |
| ------------------- | --------------------------------------------------------------------------------------------- |
| 5650.000 à 5668.000 | Radioamateurs vers satellites                                                                 |
| 5668.000 à 5668.200 | Radioamateurs avec équipements à bande étroite en tous modes et radioamateurs vers satellites |
| 5668.200            | Fréquence d’appel radioamateurs avec équipements à bande étroite                              |
| 5668.200 à 5670.000 | Radioamateurs avec équipements à bande étroite en tous modes et radioamateurs vers satellites |
| 5670.000 à 5700.000 | Communications digitales et numériques                                                        |
| 5700.000 à 5720.000 | Télévisions radioamateurs                                                                     |
| 5720.000 à 5760.000 | Radioamateurs en tous modes                                                                   |
| 5760.000 à 5762.000 | Modes à faible largeur de bande                                                               |
| 5760.200            | Fréquence d’appel radioamateurs Modes à faible largeur de bande                               |
| 5760.400 à 5760.800 | Radioamateurs avec équipements à bande étroite en tous modes                                  |
| 5760.800 à 5761.000 | Balises                                                                                       |
| 5761.000 à 5762.000 | Radioamateurs avec équipements à bande étroite en tous modes                                  |
| 5762.000 à 5850.000 | Satellites vers radioamateurs                                                                 |

## La propagation locale

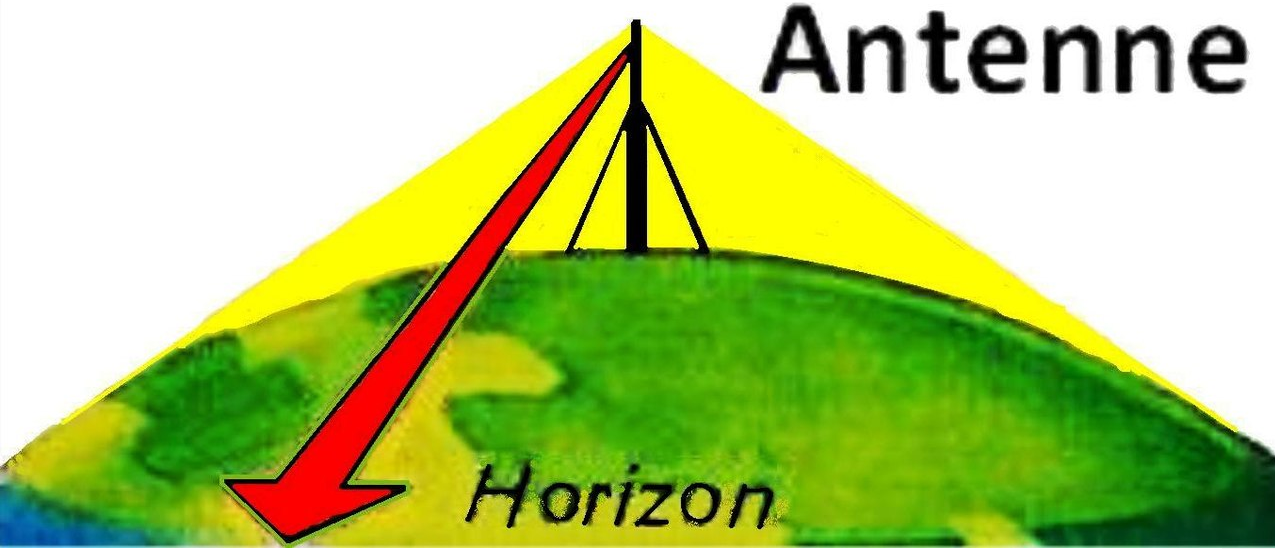
Propagation locale sur la bande SHF

Zone de Fresnel: d est la distance entre l'émetteur et le récepteur.

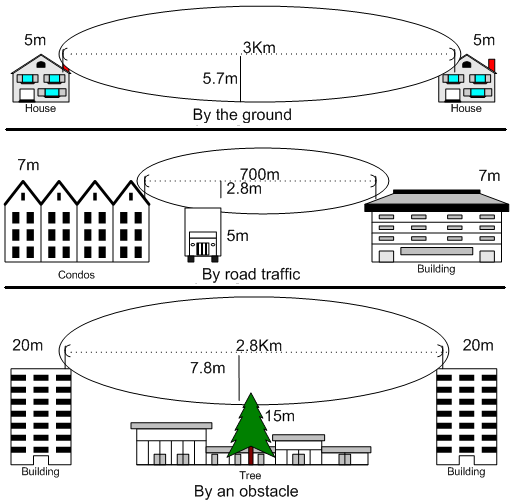
Propagation locale sur la bande SHF

La propagation est dans une zone de réception directe (quelques dizaines de kilomètres) en partant de l’émetteur. 
- La propagation est comparable à celle d’un rayon lumineux.
- Les obstacles sur le sol prennent une grande importance.

## La propagation au-delà de l’horizon
Cependant on observe des réceptions sporadiques à grande distance :
- Très bonnes réflexions sur les aéronefs vers toutes les stations SHF en vue directe de cet aéronef.
- Très bonnes réflexions sur des bâtiments vers toutes les stations [SHF en vue directe de ces bâtiments : (Tour Eiffel, Tour Montparnasse etc.
- Réflexion volontaire sur la lune vers tous pays en vue directe de cet astre (sans couverture nuageuse).
- Diffusion sur les nuages de pluie (rain scatter)
- Diffusion et réfraction atmosphérique en fonction de certaines conditions.